# Die Großstadtluft
Die Großstadtluft ist ein Schwank in vier Akten von Oscar Blumenthal und Gustav Kadelburg aus dem Jahr 1891. 
Das Stück wurde am 23. Oktober 1891 am Lessingtheater in Berlin uraufgeführt und wurde in dieser Spielzeit 123-mal gespielt. In der Spielzeit 1892 kam das Stück noch 62-mal zur Aufführung. Es stand bis 1896 mit zwei bis vier Aufführungen pro Spielzeit auf dem Spielplan. Aufführung am 15. Mai 1902 in der Arena Baden.
Im Mittelpunkt stehen Vater und Tochter Schröter aus Ludwigswalde. Der Berliner Ingenieur Fritz Flemming hält um Sabine Schröters Hand an. Der Vater stimmt der Hochzeit nur unter der Voraussetzung zu, dass die beiden mit ihm aufs Land nach Ludwigswalde ziehen. Er befürchtet, dass die zahllosen Verlockungen der Reichshauptstadt es Flemming unmöglich machen, treu zu bleiben. 
Die Autoren erlauben einen Blick hinter die großbürgerliche Fassade Berlins am Ende des 19. Jahrhunderts. Zudem wird das kleinbürgerliche Landleben weit ab von der pulsierenden Reichshauptstadt persifliert.
Während des Stückes werden immer wieder die unterschiedlichen Lebensstile und Lebenseinstellungen zwischen Stadt und Land thematisiert und humoristisch aufbereitet.
Diese Gegensätze werden auch im von den Autoren angedachten Bühnenbild zum Ausdruck gebracht.
Die Autoren schreiben in der Regieanweisung zum Bühnenbild des ersten Akts, der in Berlin spielt: „Der Raum muß [sic!] auf den ersten Blick in seiner ganzen Ausstattung einem wählerischen, großstädtischen Geschmack bekunden und durch edle Teppiche, wertvolle Bilder, drapierte Staffeleien, Bronzen, [...] und anderen geschmackvollen Zierrat einen vornehmen Eindruck machen.“.
Demgegenüber steht die Beschreibung des Bühnenbildes im zweiten Akt, der im Haus der Schröters in Ludwigswalde spielt: „Ein gemeinschaftliches Wohnzimmer [...], das in seiner ganzen Einrichtung zu dem Schauplatz der Handlung des ersten Aktes in einem stark akzentuierten Gegensatz stehen muss. Die Ausstattung ist wohlhabend, aber zeigt überall Spuren kleinbürgerlichem Geschmacks.“

## Personae dramatis
- Martin Schröter: Fabrikant
- Sabine: seine Tochter
- Walter Lenz: Rechtsanwalt
- Antonie: seine Frau
- Bernhard Gempe: ihr Cousin
- Fritz Flemming: Ingenieur
- Dr. Crusius
- Frau Dr. Crusius
- Rektor Arnstedt
- Frau Rektor Arnstedt
- Marthe: Dienstmädchen
- Ein Tapezierer
- Ein Diener